# Anthus nyassae
El bisbita del Nyasa  (Anthus nyassae) es una especie de ave paseriforme de la familia Motacillidae propia de África. Anteriormente se consideraba una subespecie de bisbita piquilargo, pero en la actualidad se consideran especies separadas. 

## Descripción
Mide de 16 a 18 cm de largo. Su zona ventral es de un tono marrón cálido con pintas oscuras mientras que su dorso es claro con algunas pintas en su pecho. Tiene una lista ocular oscura, una lista superciliar blanca y las plumas externas de la cola claras. Los ejemplares juveniles presentan motas oscuras en su dorso y más jaspeada su zona inferior que los adultos. Su canto es agudo y monótono.

## Distribución y hábitat
Vive en África central y austral. Se le encuentra desde el sureste de Gabón hacia el este al sur y oeste de Tanzania y en dirección sur hasta llegar al noreste de  Namibia, norte de Botsuana, Zimbabue y noroeste de Mozambique. Su hábitat natural son las sabahas y arboledas de miombo.
Se posa en las ramas de árboles cuando se asusta, pero pasa la mayor parte del tiempo alimentándose en el suelo de invertebrados.